# 내 눈에 콩깍지 (드라마)
《내 눈에 콩깍지》는 2022년 10월 3일부터 2023년 3월 24일까지 방영된 KBS 1TV 일일 드라마이다.

## 기획 의도
30년 전통 곰탕집에 불량 며느리가 나타났다. 무슨 일이 있어도 할 말은 하는 당찬 싱글맘 영이의 두 번째 사랑, 그리고 바람 잘 날 없는 사연 많은 가족들의 이야기

## 방송 시간
| 방송 채널 | 방송 기간                                      | 방송 시간                   | 방송 분량 |
| --------- | ---------------------------------------------- | --------------------------- | --------- |
| KBS 1TV   | 2022년 10월 3일~2023년 3월 24일[1회~123회(본)] | 매주 평일 저녁 8:30~밤 9:00 | 30분      |

## 제작사
- 몬스터유니온

### 제작
- 황의경
- 박춘호
- 김형준

### 연출
- 고영탁: KBS2 일일연속사극 《임이여 임일레라》(공동연출), KBS 2TV 일요아침드라마 《귀여운 여자》, KBS 2TV 청소년 드라마 《학교 2》(공동연출), KBS 2TV 주말연속극 《태양은 가득히》(공동연출), KBS 2TV 아침드라마 《동서는 좋겠네》(연출), KBS 2TV 아침드라마 《그 여자의 선택》(공동연출), KBS 2TV 특별기획드라마 《태양인 이제마》(연출), KBS 1TV 일일연속극 《노란 손수건》(기획), KBS 2TV《HD TV문학관 - 소나기》(연출)《새야 새야》(연출), KBS1 일일연속극 《하늘만큼 땅만큼》(기획),《무궁화 꽃이 피었습니다》(연출), KBS 1TV 전원드라마 《산 너머 남촌에는》(공동연출), KBS 2부작 미니시리즈 《고맙다, 아들아》(연출), KBS 2TV 아침드라마 《차달래 부인의 사랑》(연출) 등 연출

### 극본
- 나승현: tvN 아침 일일연속극 《미친 사랑》(공동집필), KBS 1TV 저녁 일일드라마 《꽃길만 걸어요》(공동집필) 등 집필

## 등장인물
- (†) 표시는 드라마 상에서 최종적으로 사망한 인물이다.

### 주요 인물
- 백성현: 장경준(32세) 역 - 이 드라마의 남주인공. 별명은 10만원. 시각장애인. 5년 전 항구 선착장에서 죽은 도진의 눈을 가진 수혜자. 전 편의점 남직원. TS 리테일 식품개발팀 인턴 → TS 리테일 상무이사. 현 TS 리테일 부사장. 영이의 동료 직원. 해미의 아는 오빠, 이재의 친아들. 장훈의 손자. 윤희의 의붓아들. 세준의 의붓형 영이의 남편. 미리내의 의붓아버지. 푸름의 아버지. 2년 후 육아휴직 중. 미리내에게 골수이식을 함으로써 전에는 도진의 눈을 받은 수혜자였는데 이번에는 미리내에게 이식해 줌으로써 수혜자와 공여자가 바뀌게 됨.

- 배누리: 이영이(27세) 역 - 이 드라마의 여주인공. 별명은 삐약이. 3년동안 일한 전 TS 편의점 여직원 → 전 TS 리테일 식품개발팀 인턴 → 전 TS 리테일 식품개발팀 사원. 현 TS 리테일 식품개발팀 대리. 도시락 출시자. 경준의 동료 직원. 창일과 은숙의 큰 며느리. 죽은 도진의 전처. 은호의 아는 동생. 미리내와 푸름의 어머니. 은진의 단짝 친구이자 올케. 도식의 친구이자 형수. 해미와 도영의 올케.창이와 화경의ㅊ질부. 경준의 아내. 이재와 윤희의 의붓며느리. 세준의 의붓형수.

- 최윤라: 김해미(29세) 역 - 이 드라마의 서브 여주인공. 창이와 화경의 외동딸. 죽은 도진의 사촌동생. 도식의 사촌누나 도영의 사촌언니. 복희의 손녀 금이 옥이 . 미리내와 금이 옥이 첫째 고모. 경준의 아는 여동생. 창일&은숙의 조카. 영이와 은진의 시누이. 전 TS 리테일 식품개발팀 팀장 → 6개월간 감봉 → 복직. 해외지사 발령을 자원. 세준의 연인(5회~123회)

- 정수환: 장세준/심세준(29세) 역 - 이 드라마의 서브 남주인공. 윤희와 원섭의 친아들. 전 TS 리테일 상품기획개발본부 본부장. 이재의 의붓아들. 경준의 의붓동생. 영이의 시동생. 장훈의 의붓손자. 미리내와 푸름의 의붓삼촌. 무연의 바닷가에서 자살시도. 자살시도 후 자수. 4년 형 선고 받았으나 모범수로 가석방 됨. 해미의 연인.(4회~123회)

### 영이의 시댁 식구들
- 정혜선: 소복희(77세) 역 - 창일 & 창이의 어머니. 은숙과 화경의 시어머니. 죽은 도진 & 도식 & 도영 & 해미의 친할머니. 영이 & 은진의 시할머니. 미리내와 금이&옥이 증조 할머니. 30년 전통 소복희 곰탕 주인.

- 박철호: 김창일(56세) 역 - 은숙의 남편. 죽은 도진 & 도식 & 도영의 아버지. 영이 & 은진의 시아버지. 복희의 첫째아들. 창이의 형. 화경의 시아주버님. 경준의 장인. 해미의 큰아빠. 미리내와 금이&옥이 의 친할아버지. 30년 전통 소복희 곰탕 운영.

- 박순천: 오은숙(58세) 역 - 복희의 첫째 며느리 경준의 장모. 창일의 아내. 죽은 도진 & 도식 & 도영의 어머니. 영이 & 은진의 시어머니. 화경의 형님. 창이의 형수. 해미의 큰엄마. 미리내, 금이&옥이의 친할머니.

- 최진호: 김창이(53세) 역 - 별명은 김박사. 화경의 남편. 해미의 아버지. 복희의 둘째 아들. 창일의 남동생 은숙의 서방님. 경준의 작은 장인. 푸른 은행 지점장 → 권고 사직. 푸른 은행 전 지점장. 2년 후 복지재단 이사장. 죽은 도진 & 도식 & 도영의 작은아버지. 영이 & 은진의 작은 시아버지. 미리내,금이&옥이의 작은 할아버지. (5회~123회)

- 이아현: 서화경(53세) 역 - 해미의 어머니. 창이의 아내. 복희의 둘째 며느리. 은숙의 동서. 죽은 도진 & 도식 & 도영의 작은어머니. 영이 & 은진의 작은 시어머니. 경준의 작은 장모. 창일의 제수. 미리내,금이&옥이의 작은 할머니.(5회~123회)

- 정수한: 김도식(27세) 역 - 창일 & 은숙의 둘째 아들. 은진의 남편. 금이&옥이의 아버지. 영금의 사위. 은호의 매제. 복희의 둘째 손자 경준의 의붓동생. 도영의 둘째 친오빠. 죽은 도진의 남동생 미리내와 푸름의 작은삼촌. 창이 & 화경의 조카. 영이의 친구. 시동생. 해미의 사촌 동생. 소복희 곰탕집 직원.

- 최소은: 김도영(25세) 역 - 창일 & 은숙의 첫째 딸. 복희의 손녀. 죽은 도진과 도식의 여동생. 은호 짝사랑. 동네 은호 소아과 간호사. 창이 & 화경의 조카. 푸름이 미리내와 금이&옥이,둘째 고모. 해미의 사촌동생. (2회~123회)

- 윤채나: 김미리내/장미리내 (6세) 역 - 영이와 죽은 도진의 딸. 경준의 의붓딸. 은호 & 은진 & 도식 & 도영 & 해미 & 세준 의 조카. 복희의 친증손녀. 영금의 손녀. 장훈의 의붓증손녀. 은숙 & 창일의 친손녀. 이재 & 윤희 의 의붓손녀 창이와 화경의 조카손녀. 금이&옥이의 사촌. 푸름의 동복누나. 백혈병 진단. 경준의 골수를 이식 받아서 완치됨

### 태성리테일 사람들
- 이호재: 장훈(82세) 역 - 이재의 아버지. TS 리테일 명예회장. 윤희의 전 의붓시아버지. 경준의 친할아버지. 세준의 의붓할아버지 미리내의 의붓증조할아버지. 푸름의 친증조할아버지. 창이에게 재단일을 제안

- 김승욱 : 장이재(58세) 역 - 장훈의 아들. 재혼한 윤희의 전남편. TS 리테일 사장님. 경준의 아버지. 세준의 의붓아버지. 미리내 의 의붓할아버지. 푸름의 친할아버지.

- 김경숙: 차윤희(53세) 역 - 별명은 빼딱 구두 세준의 어머니. 경준의 의붓어머니. 재혼한 이재와 원섭의 전처. 전 TS 리테일 부사장님. 장훈의 전 의붓며느리. 미리내와 푸름의 의붓할머니. 세준이가 저지른 사고를 수습한 장본인. 세준이 무연의 바닷가로 자살시도 하러 갔다는 생각에 경준에게 찾아가 세준을 구해주면 자수하겠다고 함. 18년 형 선고.

- 이우주: 오수완(34세) 역 - TS 리테일 비서. 죽은 진서의 친구.(2회~123회)

### 그 외 인물들
- 김보미: 안영금(61세) 역 - 은호 & 은진의 어머니. 장훈네 집사. 도식의 장모. 금이&옥이의 외할머니 미리내 푸름의

할머니.
- 박신우: 강은호(32세) 역 - 죽은 도진의 친구. 영이의 짝사랑. 은진의 오빠. 금이&옥이 미리내 푸름의 삼촌. 영금의 아들. 동네 소아과 원장. 도식의 형님이자 손윗처남. 영이의 아는 오빠. 원섭의 조카.

- 김가란: 강은진(27세) 역 - 전 스튜디어스. 현 카페 사장. 은호의 여동생. 도식의 아내. 창일 & 은숙의 작은 며느리. 금이&옥이의 어머니. 창이 & 화경의 작은질부. 영이의 단짝친구이자 아랫동서. 미리내와 푸름의 외숙모. 영금의 딸. 죽은 도진의 제수.(2회~123회)

- 유승봉: 김 회장 역 - 장훈의 절친한 친구 TS 편의점 점장

- 지상윤: 허세희 역 - 전 TS 리테일 식품개발팀 사원. 현. 편의점 오픈. 영이와 경준의 직장선배.

- 안홍진: 심원섭 역 - 윤희의 전남편. 세준의 친아버지. 은호의 삼촌. 18년 형 선고.(66회~123회)

- 정민제: 임정아 역 - TS 리테일 식품개발팀 전 대리. TS 리테일 현 식품개발팀 팀장. 영이와 경준의 직장 선배.

- 미상: 김○○ 역(†) - 복희의 남편. 창일 & 창이의 아버지. 은숙 & 화경 시아버지. 죽은 도진 & 도식 & 도영 & 해미의 친할아버지. 금과 옥과 미리내와 푸름의 친증조할아버지.

- 반상윤: 흥신소 직원 역 - 윤희가 자주 방문하는 흥신소의 직원

- 김장환: 변호사 역

- 김낙균: 형사 역

- 육미라: 나 집사 역

- 미상: 의사 역

- 미상: 간호사 역

- 미상: 장푸름 역 - 경준과 영이의 아들. 미리내의 동복남동생. 이재의 친손자. 윤희의 의붓 손자. 장훈의 친증손자. 세준의 의붓조카 창이와 화경의조카 도영&도식 해미&은진 세준&은호의조카 죽은 도진의 조카.

- 미상: 김 금 역 - 도식과 은진의 아들

- 미상: 김 옥 역 - 도식과 은진의 아들

### 특별출연
- 신정윤: 김도진(32세) 역(†) - 실명된 경준의 각막 기증자. 영이의 사별한 전남편. 미리내와 푸름의 아버지. 창이 & 화경 조카. 창일 & 은숙 큰아들. 도식의 친형. 도영의 큰오빠. 은호의 친구. 복희의 큰손자. 은진의 아주버님. 금이와 옥이의 큰아버지. 경준에게 눈을 주고 떠남. 바다 항구 선착장에서 세준에게 맞고 원섭이 물에빠뜨려 사망. (2회, 25회, 33회, 77회, 112회)
- 이중문: 김진서 역(†) - 수완의 친구.

## 수상
| 연도 | 시상식       | 부문                        | 수상자 | 결과 |
| ---- | ------------ | --------------------------- | ------ | ---- |
| 2022 | KBS 연기대상 | 일일드라마 부문 남자 우수상 | 백성현 | 수상 |
| 2022 | KBS 연기대상 | 일일드라마 부문 여자 우수상 | 배누리 | 후보 |
| 2022 | KBS 연기대상 | 여자 청소년 연기상          | 윤채나 | 수상 |

## 시청률
최저 시청률과 최고 시청률은 시청률 조사회사와 지역별로 시청률에 차이가 있을 수 있습니다.
| 2022년            | 2022년    | 2022년         | 2022년         | 2022년       |
| 회차              | 방송일    | TNmS 시청률    | AGB 시청률     | AGB 시청률   |
| 회차              | 방송일    | 대한민국(전국) | 대한민국(전국) | 서울(수도권) |
| ----------------- | --------- | -------------- | -------------- | ------------ |
| 제1회(첫회)       | 10월 3일  | 17.2%          | 16.1%          | 14.5%        |
| 제2회             | 10월 4일  | 15.7%          | 14.0%          | 12.9%        |
| 제3회             | 10월 5일  | 14.3%          | 13.9%          | 12.2%        |
| 제4회             | 10월 6일  | 16.1%          | 14.3%          | 12.4%        |
| 제5회             | 10월 7일  | 13.5%          | 13.3%          | 11.8%        |
| 제6회             | 10월 10일 | 15.2%          | 15.1%          | 13.7%        |
| 제7회             | 10월 11일 | 14.7%          | 14.2%          | 12.6%        |
| 제8회             | 10월 12일 | 15.2%          | 15.0%          | 13.4%        |
| 제9회             | 10월 13일 | 16.1%          | 15.5%          | 13.4%        |
| 제10회            | 10월 14일 | 14.4%          | 14.2%          | 12.3%        |
| 제11회            | 10월 17일 | 15.0%          | 15.0%          | 13.4%        |
| 제12회            | 10월 18일 | 15.5%          | 15.1%          | 12.7%        |
| 제13회            | 10월 19일 | 16.7%          | 15.8%          | 13.9%        |
| 제14회            | 10월 20일 | 15.5%          | 16.0%          | 13.9%        |
| 제15회            | 10월 21일 | 13.4%          | 14.0%          | 12.3%        |
| 제16회            | 10월 24일 | 16.8%          | 16.1%          | 13.8%        |
| 제17회            | 10월 25일 | 15.4%          | 14.9%          | 12.8%        |
| 제18회            | 10월 26일 | 15.5%          | 15.2%          | 13.0%        |
| 제19회            | 10월 27일 | 15.8%          | 15.7%          | 13.4%        |
| 제20회            | 10월 28일 | 15.2%          | 14.9%          | 12.7%        |
| 제21회            | 11월 1일  | 12.6%          | 12.5%          | 10.8%        |
| 제22회            | 11월 2일  | 14.5%          | 14.4%          | 12.2%        |
| 제23회            | 11월 3일  | 16.2%          | 15.4%          | 13.5%        |
| 제24회            | 11월 4일  | 14.3%          | 14.3%          | 12.7%        |
| 제25회            | 11월 7일  | 14.7%          | 15.7%          | 13.3%        |
| 제26회            | 11월 8일  | 13.8%          | 14.8%          | 12.2%        |
| 제27회            | 11월 9일  | 14.8%          | 15.8%          | 13.7%        |
| 제28회            | 11월 10일 | 15.9%          | 15.9%          | 13.1%        |
| 제29회            | 11월 11일 | -              | 14.8%          | 13.1%        |
| 제30회            | 11월 14일 | 16.9%          | 16.4%          | 14.0%        |
| 제31회            | 11월 15일 | 14.7%          | 15.3%          | 13.3%        |
| 제32회            | 11월 16일 | 15.6%          | 15.8%          | 13.4%        |
| 제33회            | 11월 17일 | 15.8%          | 15.8%          | 13.2%        |
| 제34회            | 11월 18일 | 14.1%          | 13.8%          | 11.9%        |
| 제35회            | 11월 21일 | 17.3%          | 15.3%          | 13.4%        |
| 제36회            | 11월 22일 | 12.2%          | 11.9%          | 10.2%        |
| 제37회            | 11월 23일 | 16.0%          | 16.6%          | 15.0%        |
| 제38회            | 11월 24일 | -              | 15.1%          | 14.2%        |
| 제39회            | 11월 25일 | 13.6%          | 13.9%          | 12.1%        |
| 제40회            | 11월 28일 | -              | 13.6%          | 11.1%        |
| 제41회            | 11월 29일 | -              | 15.6%          | 13.5%        |
| 제42회            | 11월 30일 | -              | 15.7%          | 13.7%        |
| 제43회            | 12월 1일  | -              | 16.6%          | 14.4%        |
| 제44회            | 12월 2일  | 16.3%          | 15.0%          | 12.6%        |
| 제45회            | 12월 5일  | 15.9%          | 17.4%          | 15.2%        |
| 제46회            | 12월 6일  | 16.3%          | 17.0%          | 14.6%        |
| 제47회            | 12월 7일  | 16.4%          | 16.7%          | 14.2%        |
| 제48회            | 12월 8일  | 17.0%          | 17.5%          | 14.9%        |
| 제49회            | 12월 9일  | 17.2%          | 15.9%          | 13.5%        |
| 제50회            | 12월 12일 | 17.7%          | 17.4%          | 14.8%        |
| 제51회            | 12월 13일 | 17.0%          | 16.4%          | 14.1%        |
| 제52회            | 12월 14일 | 17.2%          | 16.4%          | 14.2%        |
| 제53회            | 12월 15일 | 17.7%          | 17.7%          | 15.2%        |
| 제54회            | 12월 16일 | 17.0%          | 16.3%          | 13.7%        |
| 제55회            | 12월 19일 | 17.8%          | 17.4%          | 14.9%        |
| 제56회            | 12월 20일 | 17.7%          | 16.6%          | 13.9%        |
| 제57회            | 12월 21일 | 18.5%          | 17.6%          | 15.9%        |
| 제58회            | 12월 22일 | 19.6%          | 17.8%          | 15.2%        |
| 제59회            | 12월 23일 | 18.9%          | 16.0%          | 13.5%        |
| 제60회            | 12월 26일 | 18.5%          | 17.8%          | 15.4%        |
| 제61회            | 12월 27일 | -              | 16.7%          | 14.2%        |
| 제62회            | 12월 28일 | 18.9%          | 16.7%          | 14.4%        |
| 제63회            | 12월 29일 | 18.0%          | 17.6%          | 15.4%        |
| 제64회            | 12월 30일 | 18.0%          | 16.1%          | 13.9%        |
| 2023년            |           |                |                |              |
| 제65회            | 1월 2일   | 18.3%          | 17.9%          | 15.1%        |
| 제66회            | 1월 3일   | 18.3%          | 17.6%          | 14.8%        |
| 제67회            | 1월 4일   | 18.2%          | 17.7%          | 15.5%        |
| 제68회            | 1월 5일   | 17.8%          | 18.5%          | 16.1%        |
| 제69회            | 1월 6일   | 17.8%          | 16.3%          | 13.6%        |
| 제70회            | 1월 9일   | 18.5%          | 17.7%          | 14.7%        |
| 제71회            | 1월 10일  | 19.0%          | 16.9%          | 14.0%        |
| 제72회            | 1월 11일  | 18.3%          | 16.3%          | 13.9%        |
| 제73회            | 1월 12일  | 18.5%          | 16.7%          | 14.2%        |
| 제74회            | 1월 13일  | 18.1%          | 16.9%          | 14.9%        |
| 제75회            | 1월 16일  | 19.6%          | 18.4%          | 16.2%        |
| 제76회            | 1월 17일  | 18.7%          | 17.8%          | 15.5%        |
| 제77회            | 1월 18일  | 19.2%          | 17.5%          | 15.5%        |
| 제78회            | 1월 19일  | 18.9%          | 18.2%          | 15.4%        |
| 제79회            | 1월 20일  | 19.6%          | 16.2%          | 13.8%        |
| 제80회            | 1월 23일  | 15.8%          | 14.4%          | 12.5%        |
| 제81회            | 1월 24일  | 17.5%          | 17.4%          | 14.7%        |
| 제82회            | 1월 25일  | 18.7%          | 18.1%          | 15.9%        |
| 제83회            | 1월 26일  | 20.1%          | 19.0%          | 16.7%        |
| 제84회            | 1월 27일  | -              | 16.8%          | 15.1%        |
| 제85회            | 1월 30일  | 19.7%          | 18.6%          | 16.2%        |
| 제86회            | 1월 31일  | 18.6%          | 17.9%          | 16.1%        |
| 제87회            | 2월 1일   | 18.4%          | 17.7%          | 15.3%        |
| 제88회            | 2월 2일   | 19.2%          | 18.3%          | 16.2%        |
| 제89회            | 2월 3일   | 18.9%          | 17.3%          | 15.3%        |
| 제90회            | 2월 6일   | 19.8%          | 17.9%          | 15.7%        |
| 제91회            | 2월 7일   | 19.4%          | 17.2%          | 14.8%        |
| 제92회            | 2월 8일   | 19.1%          | 17.7%          | 15.4%        |
| 제93회            | 2월 9일   | 19.3%          | 18.4%          | 16.1%        |
| 제94회            | 2월 10일  | 18.1%          | 17.6%          | 15.9%        |
| 제95회            | 2월 13일  | 19.9%          | 18.3%          | 15.9%        |
| 제96회            | 2월 14일  | 18.5%          | 17.1%          | 14.5%        |
| 제97회            | 2월 15일  | 19.6%          | 17.6%          | 15.5%        |
| 제98회            | 2월 16일  | 20.0%          | 17.6%          | 15.8%        |
| 제99회            | 2월 17일  | 18.5%          | 16.4%          | 14.5%        |
| 제100회           | 2월 20일  | 19.4%          | 17.8%          | 15.5%        |
| 제101회           | 2월 21일  | 18.8%          | 17.8%          | 15.4%        |
| 제102회           | 2월 22일  | 18.4%          | 17.3%          | 15.0%        |
| 제103회           | 2월 23일  | 19.0%          | 17.9%          | 15.3%        |
| 제104회           | 2월 24일  | 19.1%          | 17.0%          | 14.2%        |
| 제105회           | 2월 27일  | 20.2%          | 18.5%          | 16.1%        |
| 제106회           | 2월 28일  | 18.5%          | 17.3%          | 14.9%        |
| 제107회           | 3월 1일   | 19.1%          | 17.7%          | 14.8%        |
| 제108회           | 3월 2일   | 18.9%          | 18.6%          | 15.9%        |
| 제109회           | 3월 6일   | 20.1%          | 18.6%          | 16.0%        |
| 제110회           | 3월 7일   | 18.7%          | 18.0%          | 15.8%        |
| 제111회           | 3월 8일   | 19.8%          | 19.4%          | 17.3%        |
| 제112회           | 3월 9일   | 18.6%          | 18.4%          | 15.9%        |
| 제113회           | 3월 10일  | 15.7%          | 15.4%          | 13.6%        |
| 제114회           | 3월 13일  | 18.8%          | 17.3%          | 15.1%        |
| 제115회           | 3월 14일  | 19.4%          | 17.4%          | 15.4%        |
| 제116회           | 3월 15일  | 18.4%          | 17.5%          | 15.4%        |
| 제117회           | 3월 16일  | 20.5%          | 18.5%          | 16.1%        |
| 제118회           | 3월 17일  | 18.9%          | 17.0%          | 14.4%        |
| 제119회           | 3월 20일  | 19.1%          | 18.5%          | 16.2%        |
| 제120회           | 3월 21일  | 18.7%          | 17.8%          | 15.2%        |
| 제121회           | 3월 22일  | 18.4%          | 18.2%          | 15.6%        |
| 제122회           | 3월 23일  | 19.2%          | 19.6%          | 17.4%        |
| 제123회(마지막회) | 3월 24일  | 16.8%          | 17.3%          | 15.1%        |

## 결방 사유 및 연장
- 2022년 10월 31일: 《이태원 압사 사고》 관련 특집 KBS 뉴스 7 편성으로 인한 결방.
- 2023년 3월 3일: 당신의 KBS, 우리의 50년 생방송 관계로 인한 결방.
- 내 눈에 콩깍지 방영 분량이 120부작에서 3회 연장되어 123부작으로 변경 및 확정되었다.

## OST
- Part.1: 정다경 - 언제나 행복해(2022. 10. 3. 발매)
- Part.2: 황가람 - 이게 행복이죠(2022. 10. 9. 발매)
- Part.3: 더 데이지 - 잊혀지겠지(2022. 10. 21. 발매)
- Part.4: 우은미 - 내가 삐뚤어서(2022. 10. 28. 발매)
- Part.5: 루미 - Starry Night(2022. 11. 4. 발매)
- Part.6: 조문근 - 어느날 갑자기(2022. 11. 10. 발매)
- Part.7: 빨간의자 - 좋은 날이 올 거야(2022. 11. 17. 발매)
- Part.8: 안예슬 - 너만 있음 완벽할 이 밤(2022. 11. 24. 발매)
- Part.9: 전지윤 - 그런 너였는데(2022. 12. 2. 발매)
- Part.10: 김대연 - For You(2022. 12. 9. 발매)
- Part.11: 김은비 - 달콤해 스윗해(2022. 12. 16. 발매)
- Part.12: 모닝커피 - 미련이란게 지겹게도(2022. 12. 23. 발매)
- Part.13: 허공 - 사랑한다 사랑하고 사랑해(2022. 12. 30. 발매)
- Part.14: 우이경 - 그대뿐이죠(2023. 1. 6. 발매)
- Part.15: 한경일 - 헤어질 수가 없는 너라서(2023. 1. 13. 발매)
- Part.16: 리디아 - 지울 수가 있을까(2023. 1. 20. 발매)
- Part.17: 란 - 그대만 있다면(2023. 1. 27. 발매)
- Part.18: 최도영 - 오직 너에게(2023. 2. 3. 발매)
- Part.19: 한가빈 - 다시 한 번만 널 보고 싶어(2023. 2. 10. 발매)
- Part.20: 나들 - 어떻게 사랑 안 할 수 있어(2023. 2. 17. 발매)
- Part.21: 주원탁 - 잘 가 나의 사랑아(2023. 2. 24. 발매)
- Part.22: 비비안 - 그대를 보내야 하겠죠(2023. 3. 3. 발매)
- Part.23: 송민경 - You are my everything(2023. 3. 10. 발매)
- Part.24: 김민울 - 하루가 길다(2023. 3. 15. 발매)

## 참고 사항
- 이아현, 김승욱은 KBS 2TV TV 소설 《삼생이》 이후 다시 한번 더 만나게 된 계기가 되었다.
- 이아현, 반상윤은 KBS 1TV 일일 드라마 《미워도 사랑해》 이후로 5년 만에 재회한 작품이다.
- 김가란, 박철호는 KBS 2TV 일일 드라마 《내 남자의 비밀》, KBS 2TV 주말 드라마 《같이 살래요》에 이어서 세 번째로 의기투합하게 되는 작품의 계기가 되었다.
- 박순천, 이아현, 박신우, 반상윤, 신정윤은 KBS 1TV 일일 드라마 《기막힌 유산》 이후로 2년 만에 재회한 작품이다.
- 배누리, 이호재는 KBS 2TV 일일 드라마 《인형의 집》 이후로 4년 만에 재회하는 작품이다.
- 박철호, 윤채나는 KBS 2TV 일일 드라마 《사랑의 꽈배기》 이후로 5개월 만에 재회하는 작품이다.
- 나승현 작가, 경숙은 KBS 1TV 일일 드라마 《꽃길만 걸어요》 이후로 2년 만에 재회하는 작품이다.
- 몬스터유니온이 KBS 미디어로부터 드라마사업팀을 이관받은 뒤[2] 두 번째로 외주 제작한 일일 드라마지만 KBS 미디어 시절까지 치자면 KBS 2TV 일일 드라마 《다시, 첫사랑》 이후[3] 세 번째이다.
- 정혜선은 2018년 MBC 주말 특별기획 드라마 《숨바꼭질》이후 해당 작품을 통해[4] 안방극장에 돌아왔다.